# Celeste Plak
Celeste Plak (26 de octubre de 1995) es una jugadora profesional de voleibol neerlandés, juega de posición receptor/atacante.

## Palmarés

### Clubes
Copa de Holanda:
- 2013

Campeonato de Holanda:
- 2014

Copa de Italia:
- 2016, 2018, 2019

Campeonato de Italia:
- 2017
- 2018, 2019

Supercopa de Italia:
- 2017

Liga de Campeones:
- 2019[2]

### Selección nacional
Montreux Volley Masters:
- 2015

Campeonato Europeo:
- 2015, 2017

Grand Prix:
- 2016

## Premios individuales
- 2016: MVP Copa de Italia